# Chlorhoda metaleuca
Chlorhoda metaleuca là một loài bướm đêm thuộc phân họ Arctiinae, họ Erebidae.